# Hermann Lietz
Hermann Lietz (ur. 1868, zm. 1919) – niemiecki pedagog. W 1898 roku  stworzył on pierwsze w Niemczech wiejskie ognisko wychowawcze w Ilsenburgu. W następnych latach stworzył on podobne placówki w Haubindze, na zamku Biberstein (dla uczniów szkół średnich) oraz w Veckenstedt (dla sierot).